# کاخ

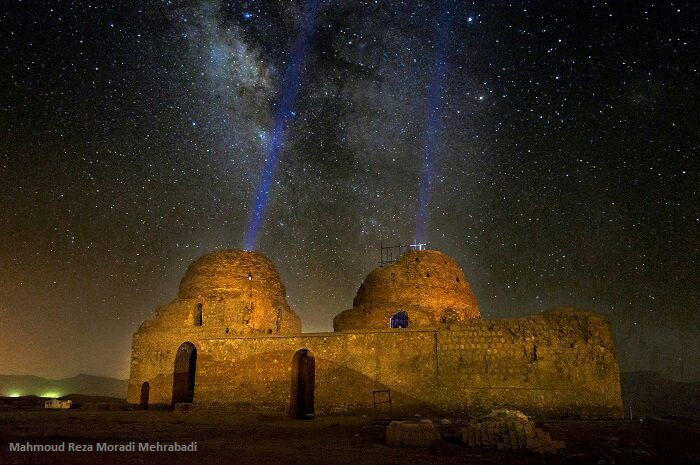
کاخ ساسانی سروستان

نمایی از باقی‌مانده کاخ دروازه کشورها در مجموعه تخت جمشید.

کاخ، کوشک، ارگ یا قصر به محل اقامت خانواده سلطنتی، رئیس دولت، مقامات عالی‌رُتبه و اشراف گفته می‌شود. گاهی به بناها، ساختمان‌ها و سازه‌های بزرگ دیگر نیز کاخ گفته می‌شود. کاخ فرعون در تبس، کاخ‌های تخت جمشید و کاخ‌های آشوری نینوا،کاخ کنوسوس در یونان از قدیمی‌ترین کاخ‌های جهان هستند. کاخ‌ها با قلعه و دژ و رخ فرق‌های آشکار دارد دژ کاربرد جنگی دارد و قلعه کاربرد نظامی و دفاعی.
در طرح معماری کاخ همواره تلاش می‌شده فضا‌ها به‌ویژه در اندرونی گوناگون باشند با آن که نمای ساختمان به صورت جفت یا قرینه بوده ولی در طرح معماری درونی پاجفت یا ناقرینه کار می‌شده‌است و گاه طرح دوم اشکوب دوم با اشکوب همکف تفاوت می‌کرده‌است مانند کاخ هشت بهشت اصفهان.